# Palazzo Barberini
Palazzo Barberini è un palazzo di Roma che ospita parte dell'importante Galleria Nazionale d'Arte Antica e l'Istituto Italiano di Numismatica. Si trova in via delle Quattro Fontane, nel centro storico, a circa 200 metri da piazza Barberini.
Nel Settecento è stato modello di ispirazione per il Palazzo Barberini di Potsdam, in Germania.

## Storia

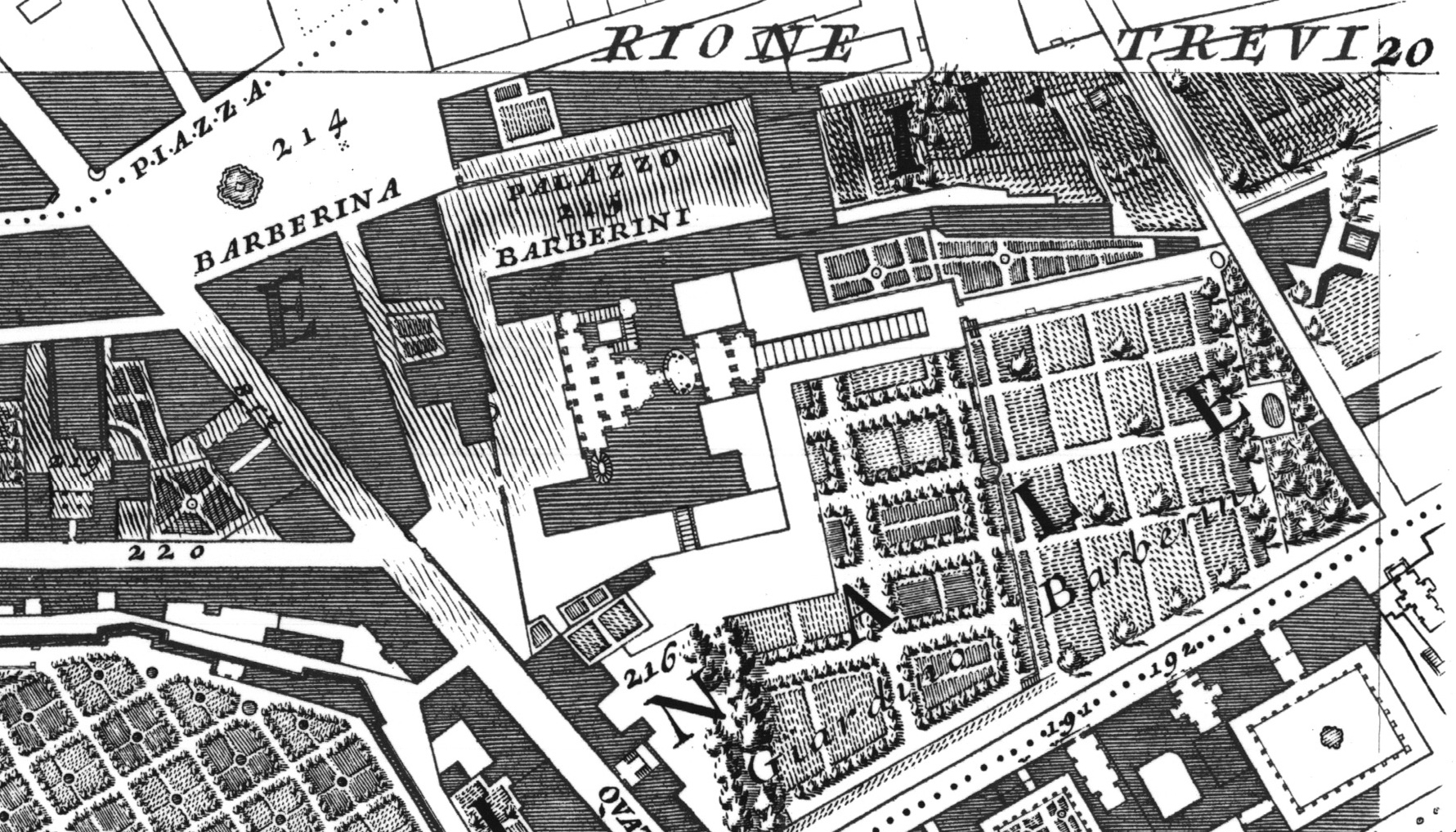
Palazzo e giardini Barberini nella pianta del Nolli (1748)

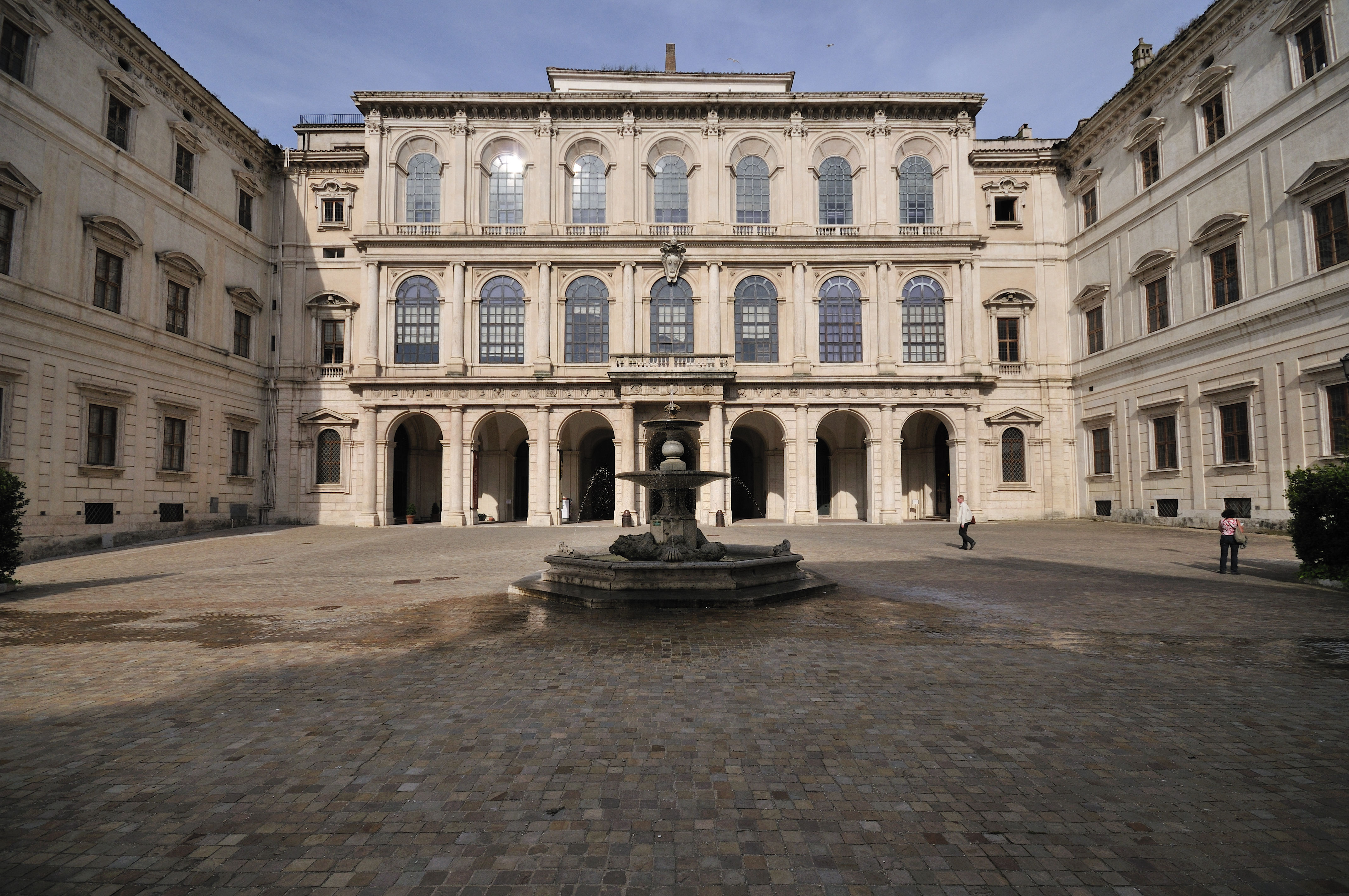
La facciata del palazzo

Il palazzo fu costruito nel periodo 1625-1633 ampliando (nelle forme del primo barocco) il precedente edificio della famiglia Sforza creando una struttura ad acca, caratterizzata da un atrio a ninfeo, diaframma fra il loggiato d'ingresso e il giardino sviluppato sul retro. Autore del progetto è l'anziano Carlo Maderno, coadiuvato da Francesco Borromini.
Dopo la morte di Maderno il cantiere passa dal 1629 sotto la direzione di Bernini sempre con la collaborazione di Francesco Borromini, cui si devono numerosi particolari costruttivi e decorativi quali l'elegante scala elicoidale nell'ala sud del palazzo, con la quale dialoga lo scalone d'onore berniniano a pianta quadrata nell'ala nord.

Nel 1632 venne rappresentato nel palazzo Il Sant'Alessio di Stefano Landi, su libretto di Giulio Rospigliosi. All'opera seguirono nel 1633 L'Erminia sul Giordano di Michelangelo Rossi; nel 1635 e di nuovo nel 1636 I santi Didimo e Teodora; e nel 1637 Chi soffre speri o L'Egisto con musica di Virgilio Mazzocchi e Marco Marazzoli, tutte su libretto di Rospigliosi.
  Nel 1639 fu inaugurato il "teatro grande" di Palazzo Barberini con una versione ampliata dell'opera  Chi soffre speri o l'Egisto, su libretto di Rospigliosi tratto da una novella del Decamerone di Boccaccio, con la scenografia e le macchine ideate e realizzate da Gian Lorenzo Bernini, che realizzò pure le scene per il secondo intermezzo, La fiera di Farfa, da lui "inventato". Il "teatro grande" era ubicato in un corpo di fabbrica addossato al lato nord del palazzo con ingresso indipendente. La sala interna misurava m 17,50 × 30 ca.
Successivamente nel carnevale 1642  vi fu rappresentata l'opera Il palazzo incantato d'Atlante con musica di Luigi Rossi, su libretto di Rospigliosi tratto da un episodio dell'Orlando furioso di Ariosto, che vide protagonista il soprano Marcantonio Pasqualini. Dopo un'interruzione di oltre un decennio, nel teatro di palazzo Barberini furono di nuovo allestite altre opere su libretto sempre di Rospigliosi, quali Dal male il bene (1653), L’armi e gli amori (1654-55) e La vita umana (1656), con musiche di Marco Marazzoli.
Il grande salone al piano nobile è stato decorato nel periodo 1632-1639 da Pietro da Cortona con un affresco che raffigura il Trionfo della Divina Provvidenza: si nota la potente prospettiva da sotto in su. Allo stesso pittore e ai suoi aiuti si devono anche alcuni affreschi nella cappella. Altre sale sono state decorate, tra gli altri, da Andrea Sacchi (Allegoria della Divina Sapienza) e Giovan Francesco Romanelli.

### Da residenza a museo

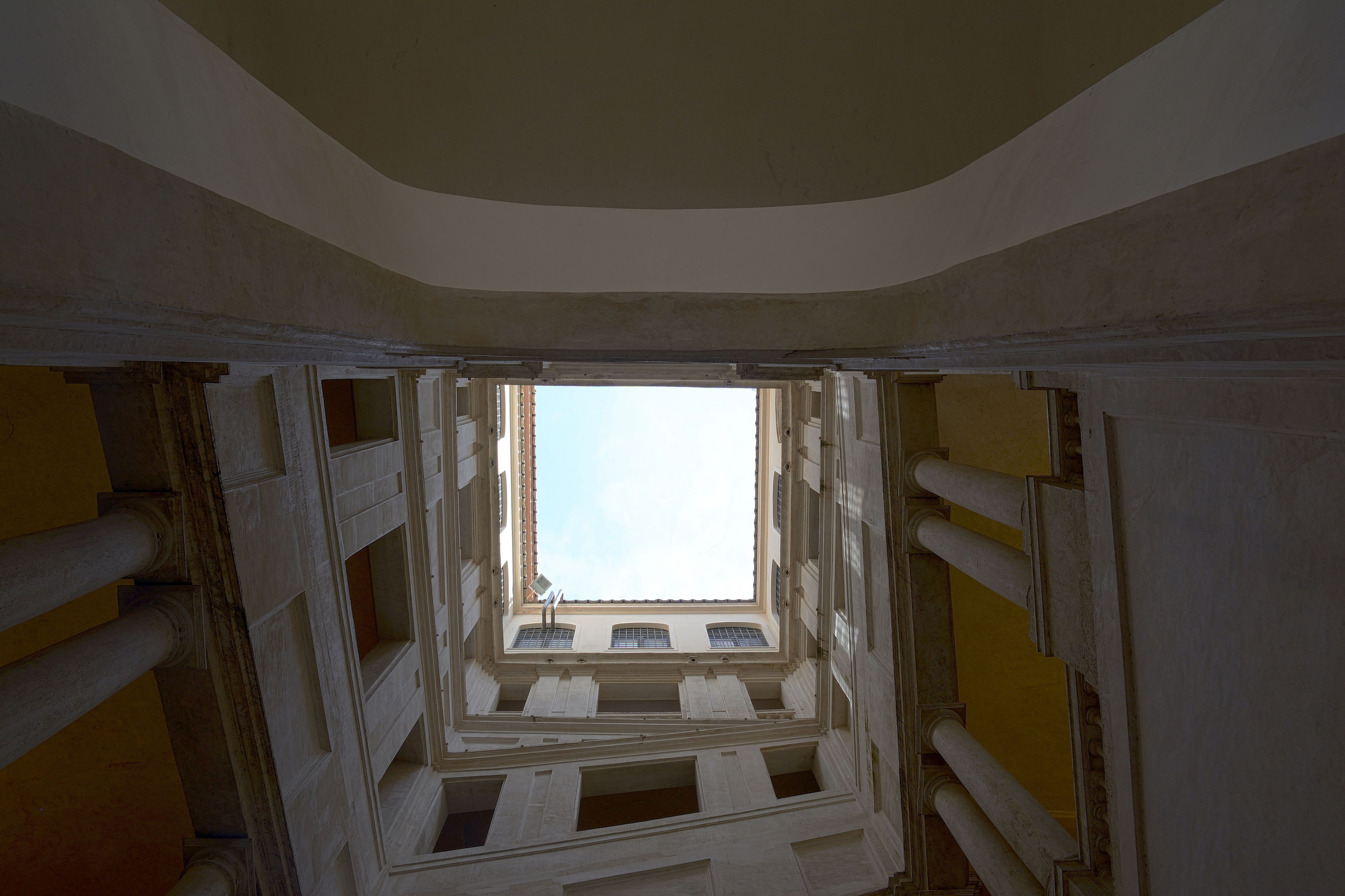
Lo scalone del Bernini

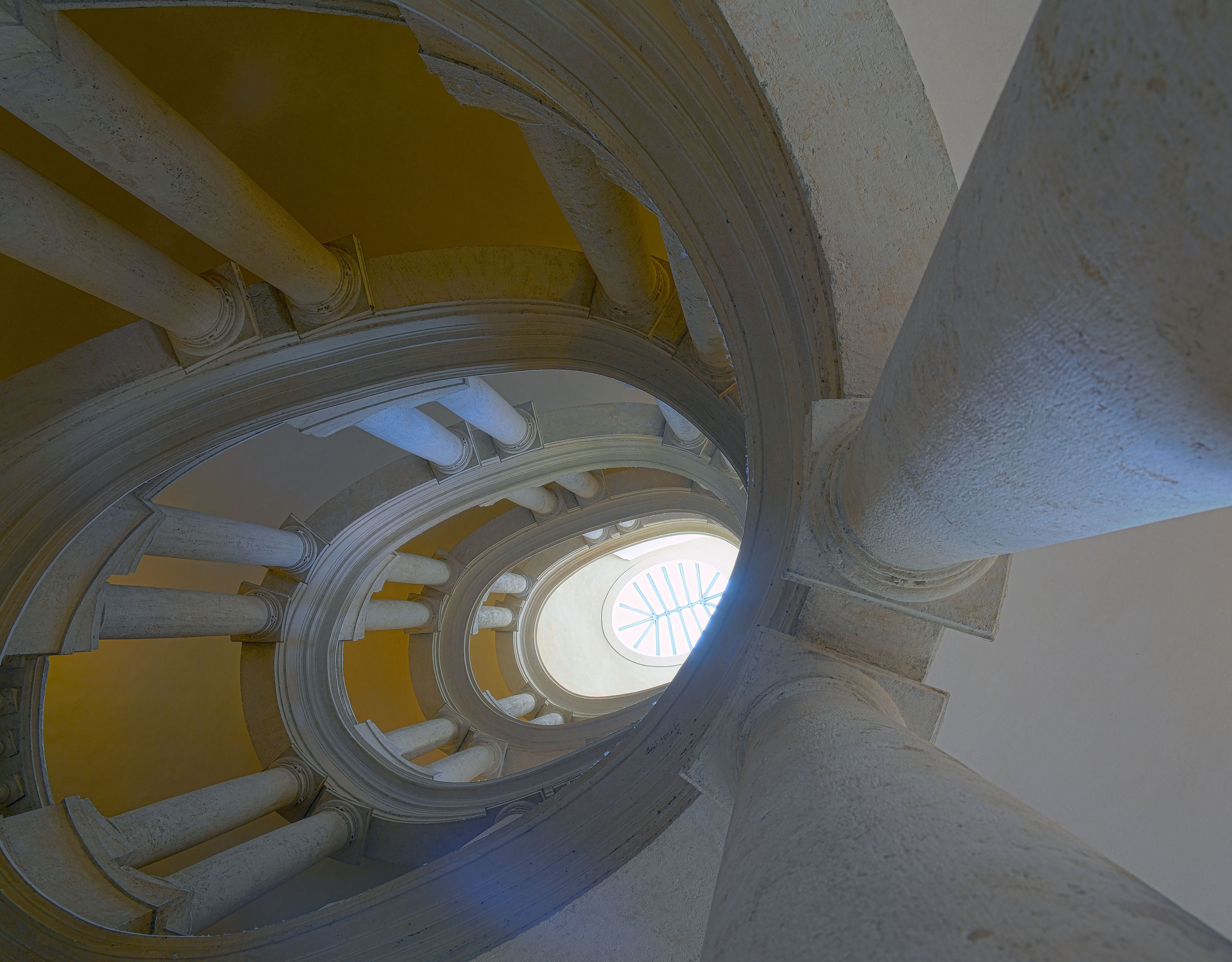
Scala elicoidale opera di Borromini

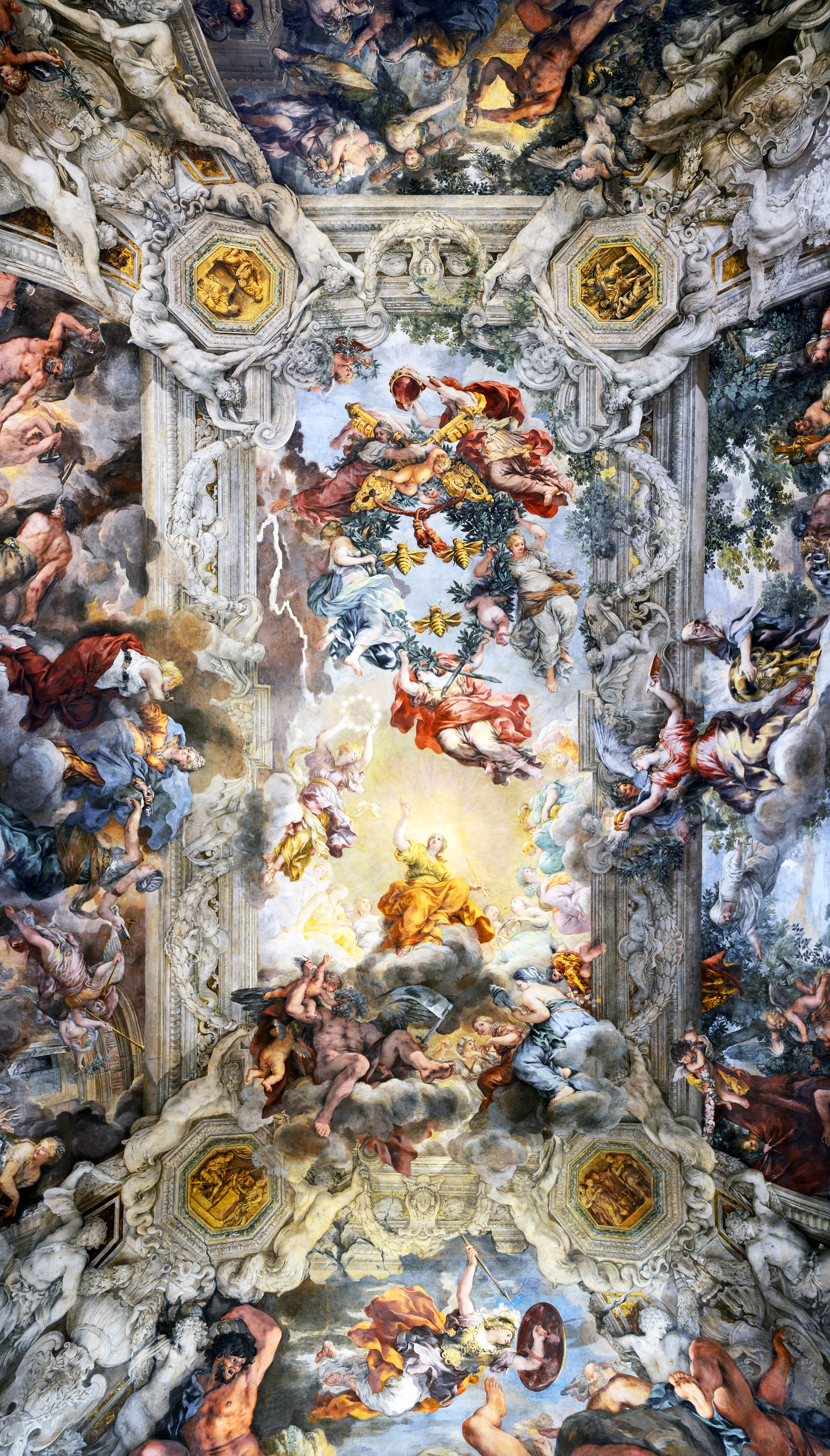
Il Trionfo della Divina Provvidenza nel soffitto Salone del piano nobile

Le raccolte della collezione Barberini, straordinarie per ricchezza, varietà e qualità dei singoli pezzi, si erano arricchite lungo tutto il secolo XVII, a partire dal pontificato di Urbano VIII: erano divise tra l'antiquarium di Villa Barberini a Castel Gandolfo ed il "palazzo Barberini alle quattro Fontane".
I reperti dell'antica Roma presenti nella collezione Barberini avevano subito varie traversie e dispersioni fin dal Settecento, ma - nonostante la cattiva reputazione popolare della famiglia - erano ancora esistenti e assai cospicue nel 1934, grazie al fedecommesso che, confermato nel passaggio dallo Stato pontificio al Regno d'Italia, aveva conservato anche altre importanti raccolte principesche romane, come quella Doria Pamphili, Torlonia, Borghese, ecc. Il 26 aprile di quell'anno un discutibilissimo Regio Decreto aboliva il vincolo in cambio di appena 16 dipinti (su circa 640), consentendo la dispersione delle raccolte Barberini, anche all'estero: minimizzando l'importanza della raccolta, si venne incontro ai cospicui interessi privati dei proprietari, degli intermediari e del mondo degli acquirenti di opere d'arte di prestigio, in una fase in cui i "rubinetti" italiani non erano ormai più aperti come nel secolo precedente, a fronte invece di una crescente domanda nata proveniente soprattutto dai ricchissimi Stati Uniti, che andavano creando proprio in quegli anni le proprie grandi collezioni pubbliche e private.
Lasciarono così l'Italia opere di statuaria antica, di Dürer (Cristo dodicenne tra i dottori), Caravaggio (Santa Caterina d'Alessandria e I bari), Guido Reni, Guercino e Poussin (Morte di Germanico, tra i capolavori dell'artista), oltre a un'innumerevole quantità di artisti minori, alcuni di eccezionale interesse storico-artistico, come le rarissime tavolette del Maestro delle Tavole Barberini, poi identificato in Fra Carnevale. L'unica conseguenza positiva della vendita della collezione Barberini fu almeno il sollevare uno scandalo tale da rendere inevitabile la creazione di nuove e urgenti norme di tutela che impedissero in futuro una perdita di tali dimensioni.
Il palazzo era nel frattempo rimasto nelle mani degli eredi Barberini, e nel 1949 fu acquistato dallo Stato italiano.
L'11 gennaio 1947, a seguito della scissione politica dell'ala riformista del PSI, nei suoi saloni aveva visto la luce il Partito Socialista dei Lavoratori Italiani (che poi nel 1951 si chiamerà Partito Socialista Democratico Italiano), fondato da Giuseppe Saragat a quel tempo Presidente dell'Assemblea Costituente. A testimonianza dell'evento storico sulla facciata principale del palazzo è stata affissa una targa commemorativa.

Fin dal principio, l'acquisto statale del palazzo era stato pensato per crearvi un museo che completasse e ampliasse la sede di palazzo Corsini alla Lungara, anche in seguito alla cospicua crescita delle collezioni per l'acquisto di pezzi o intere raccolte di provenienza Torlonia, Chigi, Odescalchi, Colonna di Sciarra, e dei pochi quadri residui della collezione Barberini, tra cui la Fornarina di Raffaello. Un ostacolo a tale progetto era legato al fatto che i Barberini avevano però già concesso in affitto, dal 1934, una cospicua parte del loro palazzo al Circolo Ufficiali delle Forze Armate, con un contratto in scadenza nel 1953. Nonostante i solleciti, già dal 1952, affinché il governo trovasse una nuova sede per il Circolo, l'affitto fu rinnovato fino al 1965, affinché gli Ufficiali "avessero il tempo di cercarsi un'altra sede". Tuttavia, alla scadenza il Circolo non traslocò, anzi, senza nemmeno più corrispondere un canone di locazione e affittando spesso la prestigiosa sede ad eventi privati dei cui incassi beneficiava solo il Circolo stesso, si arrivò al 1974 con un braccio di ferro tra Ministero della Pubblica Istruzione (poi scorporato nel Ministero dei beni culturali) e Ministero della Difesa, che non segnò sostanzialmente nessun progresso fino al 1997. In quell'anno fu firmato un protocollo d'intesa per la liberazione dei locali in vista del Giubileo del 2000, a fronte dell'individuazione per gli Ufficiali di un'altra adeguata sede (oltre alla concessione delle sale di rappresentanza del palazzo per 50 giorni all'anno), che venne indicata nella palazzina Savorgnan di Brazzà e in altre pertinenze dello stesso palazzo Barberini, per il cui restauro e adeguamento lo Stato dovette spostare uffici della Soprintendenza e laboratori di restauro già allestiti, e spendere "alcune decine di milioni di euro".
Si dovette attendere fino al 2006 affinché il palazzo fosse assegnato completamente alla Galleria d'Arte Antica (che fino ad allora poteva esporre solo il 20% delle proprie raccolte per la mancanza di spazi).
Oggi è in corso una attenta campagna di restauro che interessa edificio e giardino, che renderà fruibile al pubblico il palazzo nella sua interezza. L'intento è quello di creare, in questa sede, una galleria nazionale vera e propria, con le opere esposte in ordine cronologico, ma con la possibilità di inserire nel percorso acquisti e integrazioni. A lavori e restauri ultimati, dunque, l'organizzazione della collezione sarà differente come concezione dalla struttura definita dalle collezioni storiche attualmente presenti a Roma, e godrà di un impianto molto più vicino ai grandi musei stranieri e sarà dotata, come questi, di tutti i più moderni servizi. Alcuni di questi interventi di restauro e riallestimento sono stati realizzati anche grazie ai fondi del Gioco del Lotto, in base a quanto regolato dalla legge 662/96.

## Descrizione

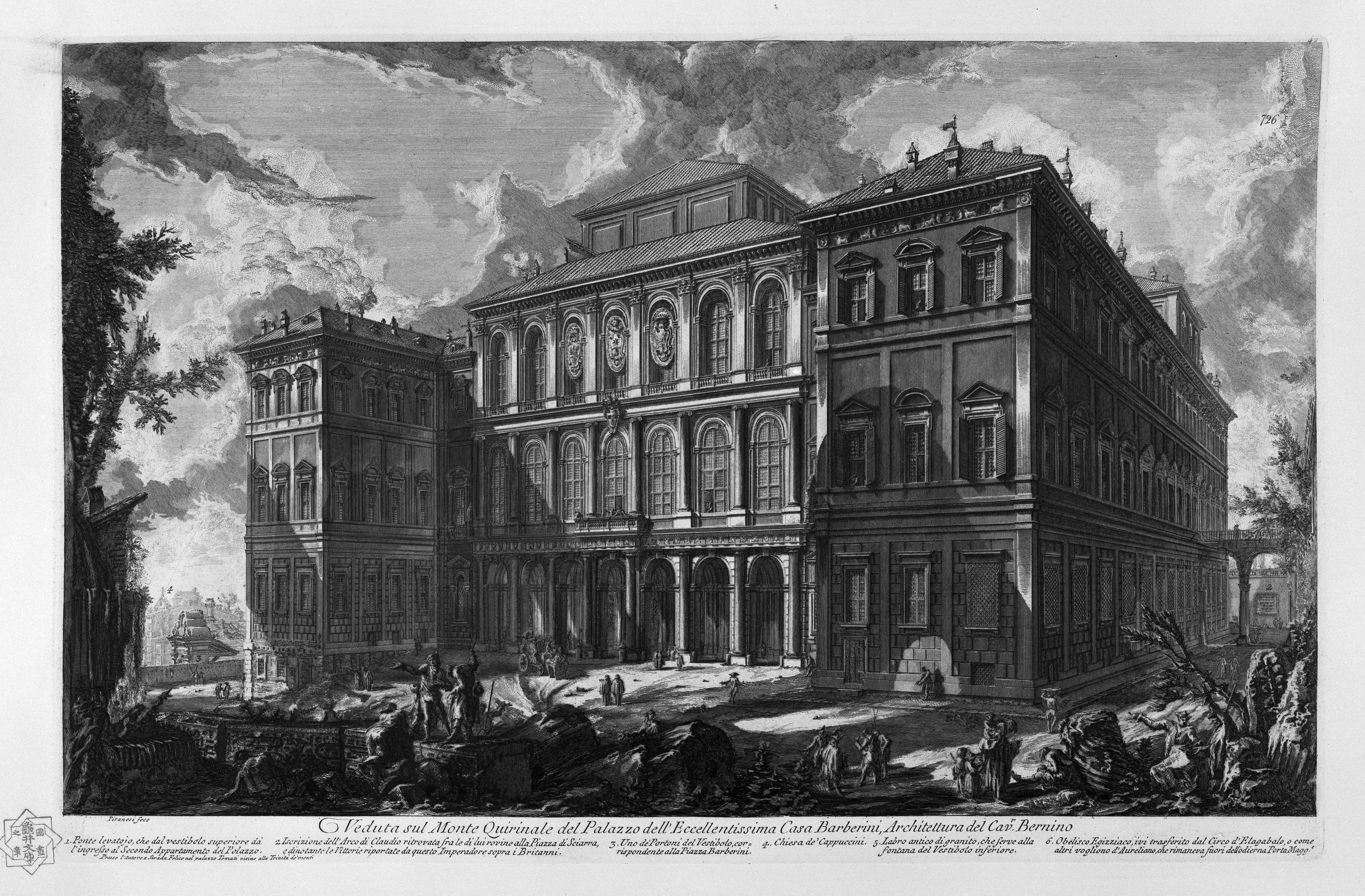
Incisione di Giovanni Battista Piranesi della metà del XVIII secolo

Il progetto del Maderno prevedeva originariamente di inglobare il preesistente palazzo Sforza secondo il classico schema di palazzo rinascimentale, un blocco quadrangolare con uno spazio centrale cinto da arcate. Una successiva stesura dell'architetto proponeva invece di superare questo concetto facendo coesistere le due funzioni di palazzo e villa mediante una facciata regolare e severa che dava su piazza Barberini per assolvere alla funzione di rappresentanza e una parte invece tipica della villa suburbana dotata di vasti giardini e prospettive aperte.
L'esempio fu la Villa Farnesina costruita da Baldassarre Peruzzi tra il 1509 e il 1510, soprattutto per l'impostazione a ferro di cavallo della pianta.
L'ingresso si apre sulla via delle Quattro Fontane mediante la cancellata progettata dall'architetto Azzurri nel 1848 e realizzata nel 1865, con i grandi telamoni scolpiti da Adamo Tadolini.
La facciata è formata da sette campate che si ripetono su tre piani di arcate sostenute da colonne rappresentanti i tre stili classici (dorico, ionico e corinzio). Tramite le arcate più basse si accede al piano terra entrando in un ampio atrio ellittico fiancheggiato da due scale nei lati e nel quale, centralmente si apre una scala che porta ai giardini, posti ad un livello più alto del piano terra.

### Il giardino

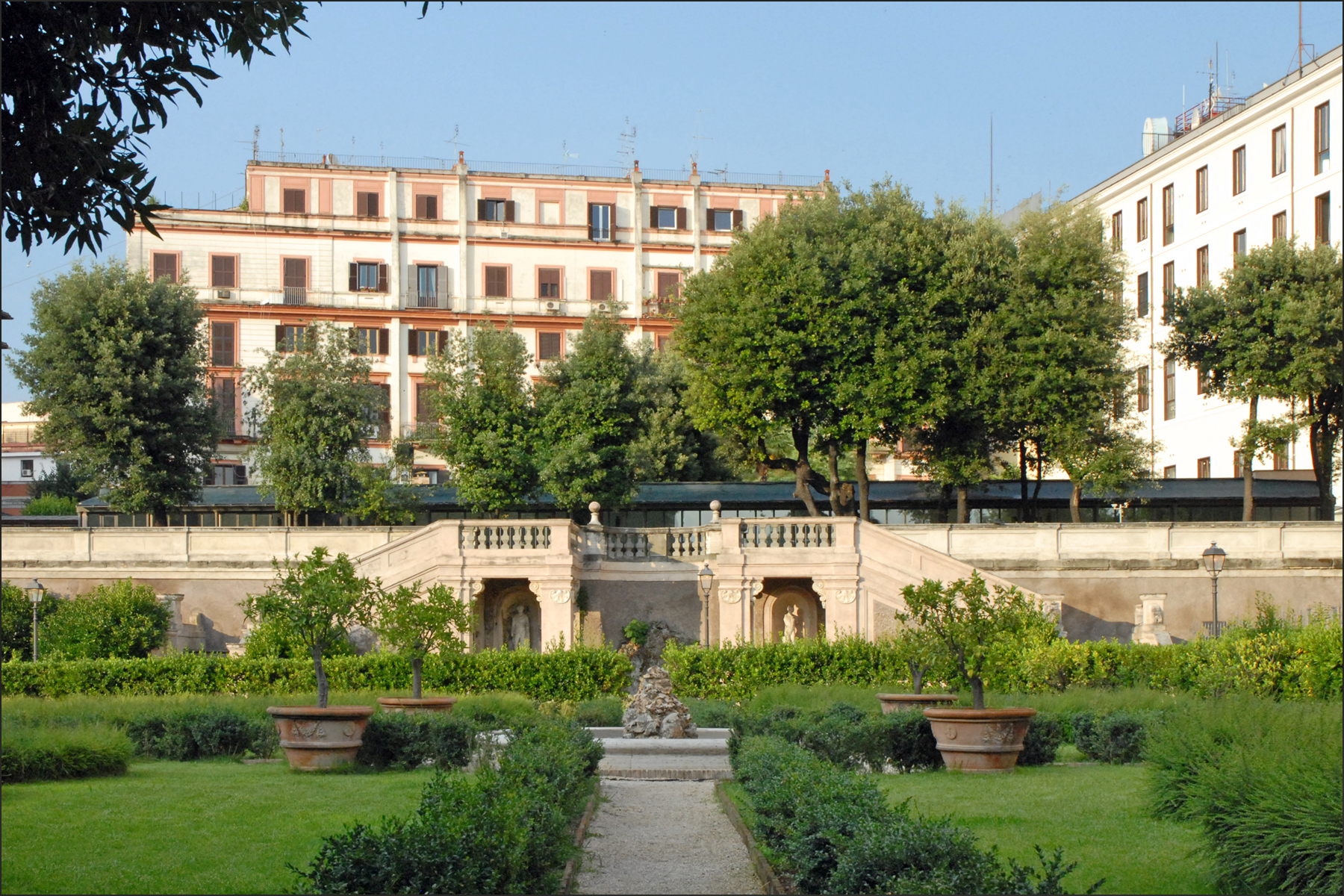
I giardini

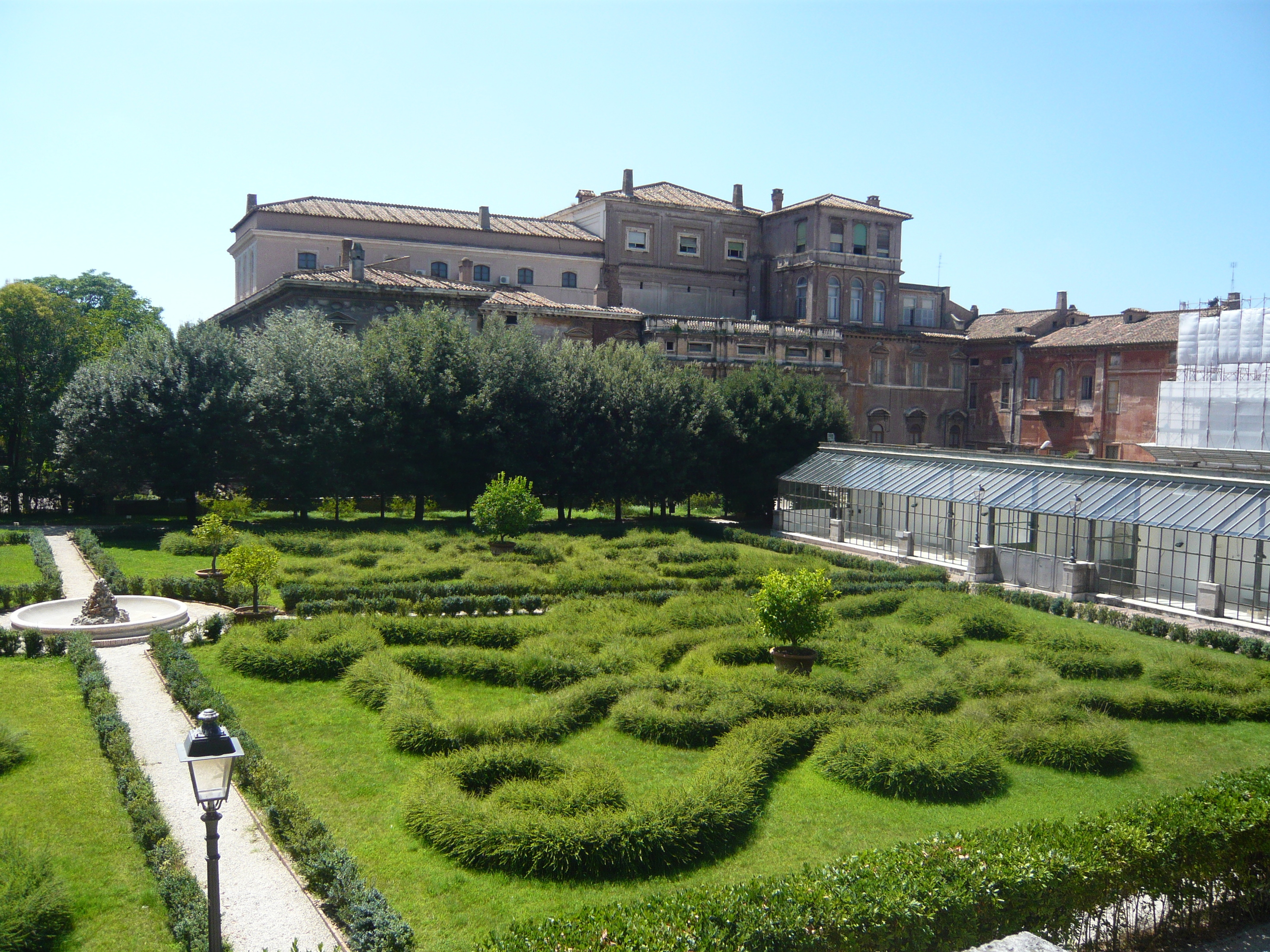
I giardini

Conformemente al carattere misto del complesso, tra palazzo di città e villa, il giardino era originariamente un vero e proprio parco, comprendendo i terreni lungo la strada Pia (oggi via XX Settembre, su cui vediamo allineati grandi immobili umbertini) fino all'odierna salita di san Nicola da Tolentino. Lo spazio era organizzato come giardino all'italiana, completo di giardino segreto e popolato anche da animali esotici come struzzi e cammelli.
A fine Settecento vi furono introdotti mutamenti conformi al gusto dell'epoca: un'area di alberi ad alto fusto da giardino romantico, la cosiddetta casina di sughero di fronte alla cordonata di collegamento del giardino con il palazzo. Nel 1814, nell'angolo superiore tra via delle Quattro Fontane e strada Pia, vi fu costruito uno sferisterio aperto al pubblico, che durò fino al 1881, quando il giardino cominciò ad essere rosicchiato ai margini dall'urbanistica della capitale prima umbertina e poi fascista.
Con l'unità d'Italia il giardino Barberini, grande spazio libero collocato nel pieno centro storico, fu prontamente risucchiato nello sviluppo urbanistico della nuova capitale, che veniva allineando i suoi ministeri lungo la via XX Settembre. Al giardino fu risparmiata la completa lottizzazione che distrusse la Villa Ludovisi sacrificando le strisce marginali verso la strada Pia - palazzo Bourbon Artom, palazzo Calabresi, palazzo Baracchini, palazzo dello stato maggiore della difesa, e lungo la rampa delle carrozze fu costruita la grande serra (1875).
Negli anni del fascismo (1938) gli edifici "per la famiglia" lungo via delle Quattro Fontane furono sostituiti dal palazzo dei Beni stabili e fu costruita alle spalle della casina di sughero la palazzina Savorgnan di Brazzà (1936, Giovannoni e Piacentini), durante i cui scavi di fondazione venne trovato un mitreo di II secolo.

## La collezione

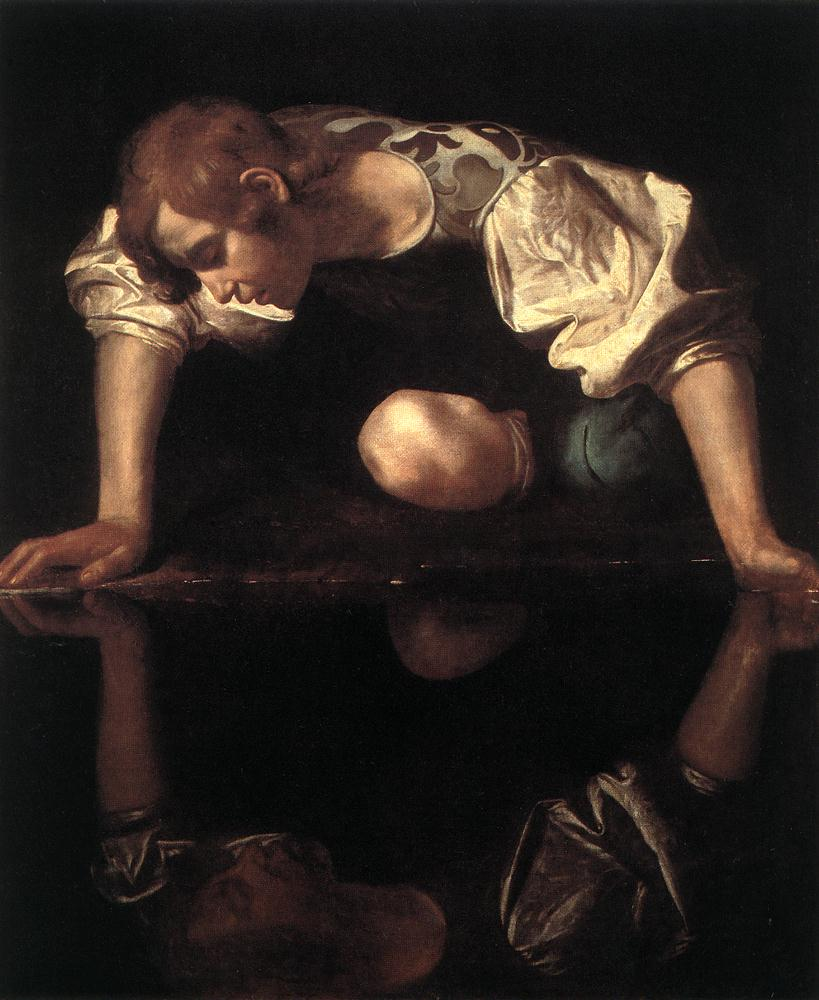
Il Narciso di Caravaggio.

La galleria fu fondata nel 1895 per raccogliere opere provenienti da diverse collezioni private e dal Monte di Pietà. Il museo ospita tra le altre, opere di Filippo Lippi, Raffaello, Tiziano, Tintoretto, El Greco, Holbein, Caravaggio, Guido Reni, Guercino.